# Phönix-Verlag Carl Siwinna
Der Phönix-Verlag Carl Siwinna war ein Verlag in Kattowitz und Berlin von 1902 bis 1938. Er ging aus dem Verlag G. Siwinna in Kattowitz hervor.

## Geschichte

### G. Siwinna
1867 wurde die Troskasche Buchhandlung in Kattowitz in der Grundmannstraße 3 gegründet.
1868 übernahm sie der Buchhändler Gottfried Siwinna. Er gründete dazu den Verlag von G. Siwinna und gab dort die Kattowitzer Zeitung heraus.
In den nächsten Jahren gründete er weitere Zeitschriften und verlegte auch erste Bücher, unter anderem zu Freimaurer-Themen. 1892 starb er.
Die Witwe Bertha Siwinna wurde Eigentümerin, danach die Söhne Fritz und Carl Siwinna (* 3. Januar 1871; † 26. Oktober 1939). Um 1902 gründeten beide zusätzlich den Carl Siwinna Phönix-Verlag. Der bisherige Verlag G. Siwinna blieb daneben  weiter bestehen. 1915 schied Fritz Siwinna aus beiden Verlagen aus. 1921 wurde der Verlag G. Siwinna nach Berlin verlegt, wo er bis etwa 1933 bestand.

### Phönix-Verlag Carl Siwinna

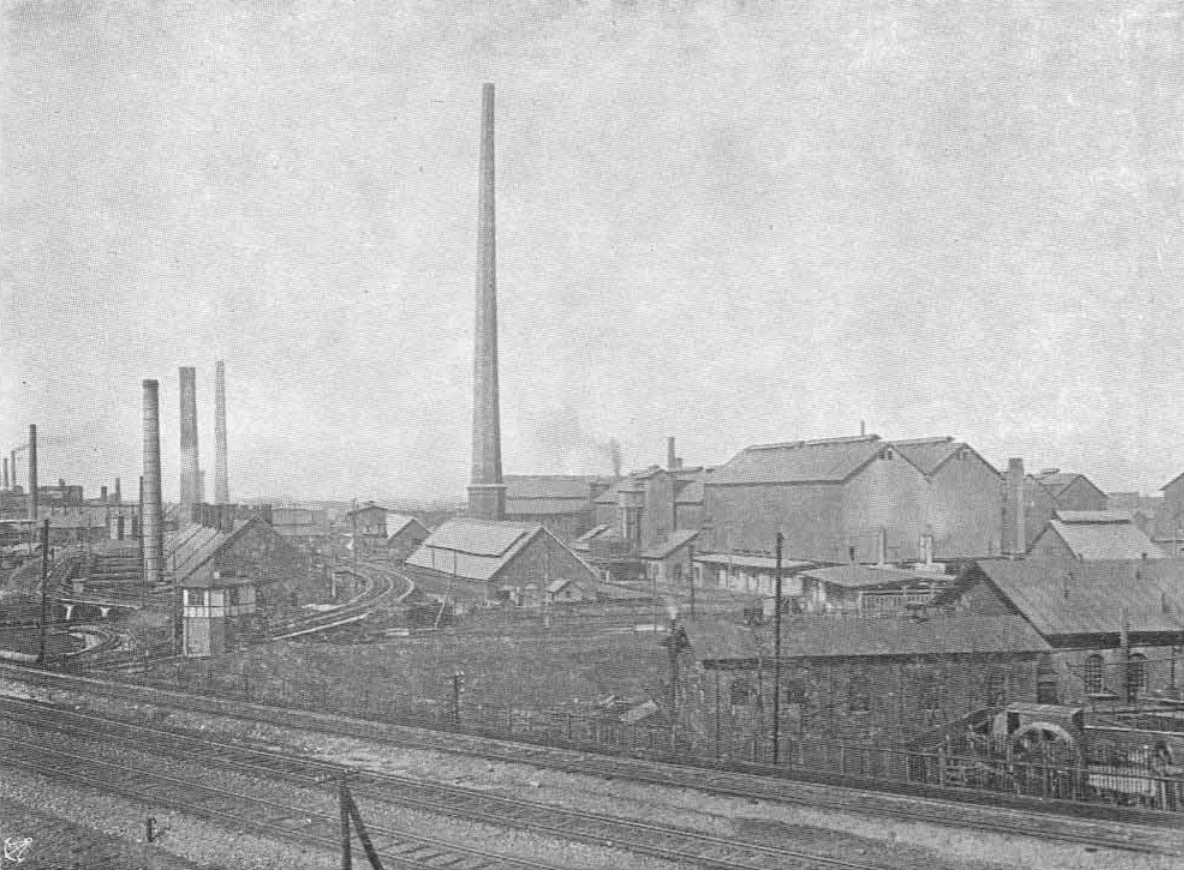
Der Oberschlesische Turm, 1911, Foto aus dem Buch

Um 1902 wurde zusätzlich der Carl Siwinna Phönix-Verlag durch beide Brüder in Kattowitz gegründet. Es wurden Filialen in Leipzig, Breslau und Berlin eingerichtet. 1915 schied Fritz Siwinna aus. 1921 verlegte Carl Siwinna den Verlag nach Berlin, nach der Abtrennung Oberschlesiens vom Deutschen Reich. Dort führte er ihn am Tempelhofer Ufer bis etwa 1938 fort.
Im Phönix-Verlag Carl Siwinna erschienen zahlreiche Veröffentlichungen aus verschiedenen Bereichen, vor allem Bergbau- und Jugendliteratur, daneben Belletristik, Kalender, und mehr.